# Martin Matsbo
Martin Matsbo (né le 4 octobre 1911 et décédé le 6 septembre 2002) est un ancien fondeur suédois.

## Jeux olympiques
- Jeux olympiques d'hiver de 1936 à Garmisch-Partenkirchen 
  -  Médaille de bronze en relais 4 × 10 km.

## Championnats du monde
- Championnats du monde de ski nordique 1935 à Vysoke Tatry 
  -  Médaille de bronze en relais 4 × 10 km.
- Championnats du monde de ski nordique 1938 à Lahti 
  -  Médaille de bronze en relais 4 × 10 km.